# Yacimiento romano del Camino de Albalate
El yacimiento del Camino de la Vega de Albalate (Calanda), hoy desmantelado, está situado en la partida de huerta de Albalate, tratándose de uno de los más significativos de la provincia de Teruel; el mosaico en él encontrado constituye el principal exponente de la cultura romana en la referida provincia.

## Historia

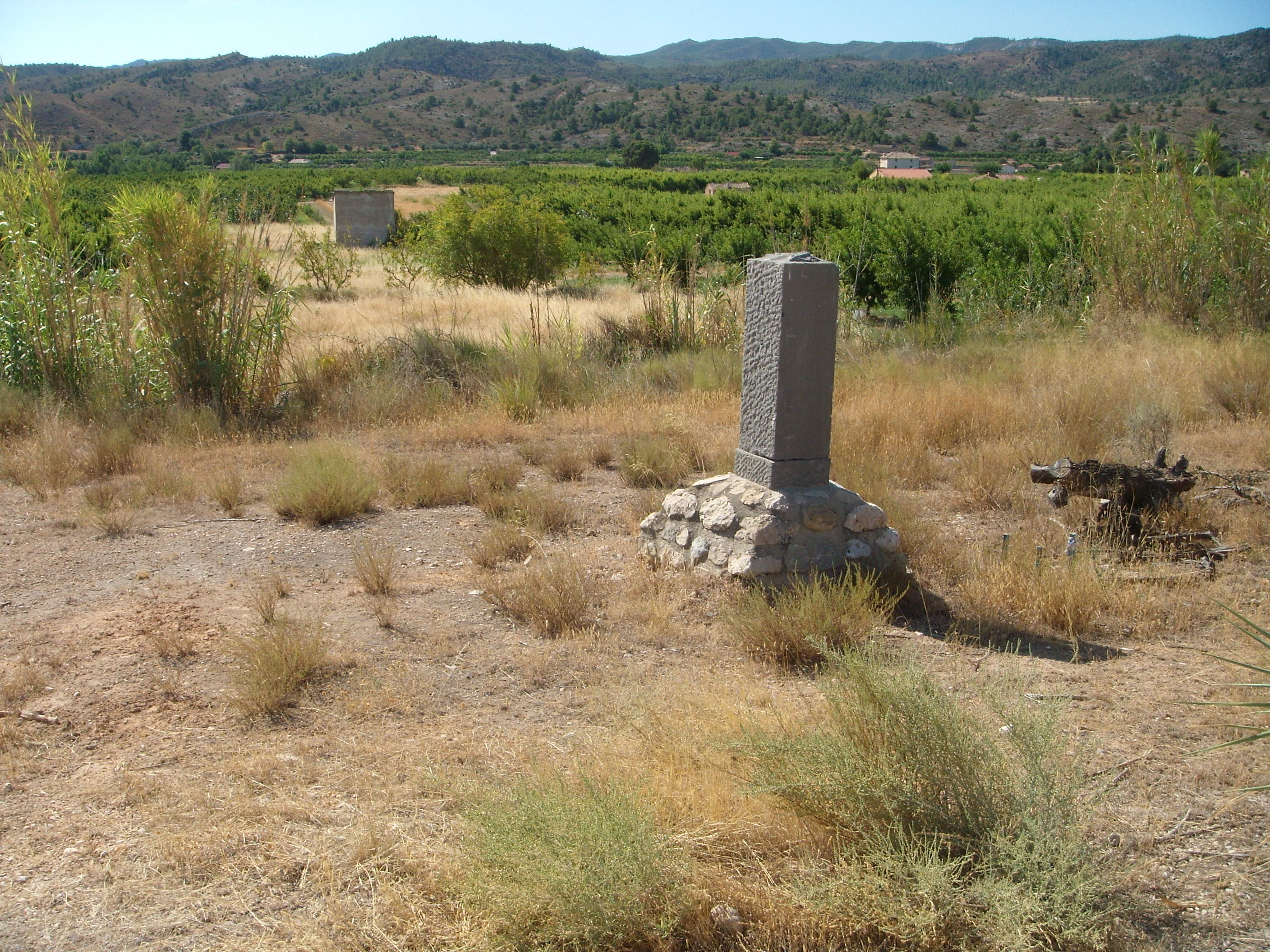
Vista del Yacimiento del Camino de Albalate, hoy desmantelado, con el hito conmemorativo en primer término.

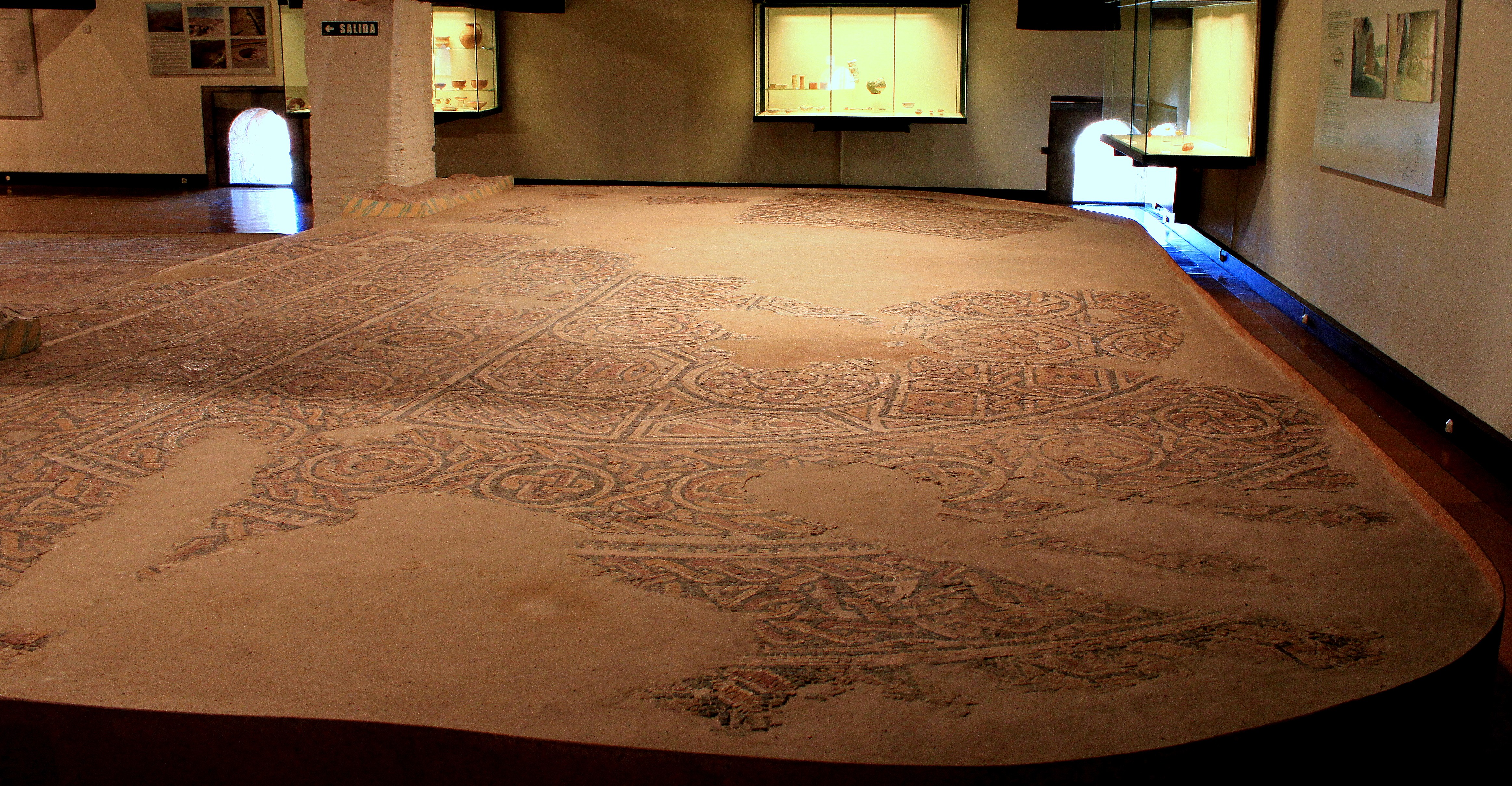
La villa: tercera estancia.

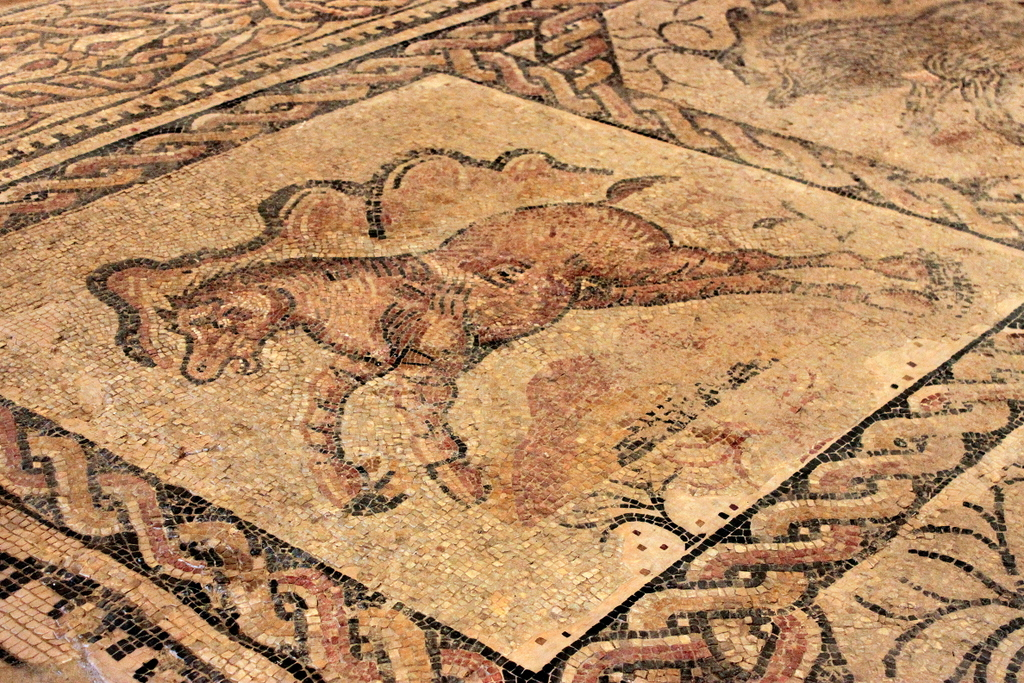
El mosaico: detalle con representación animal.

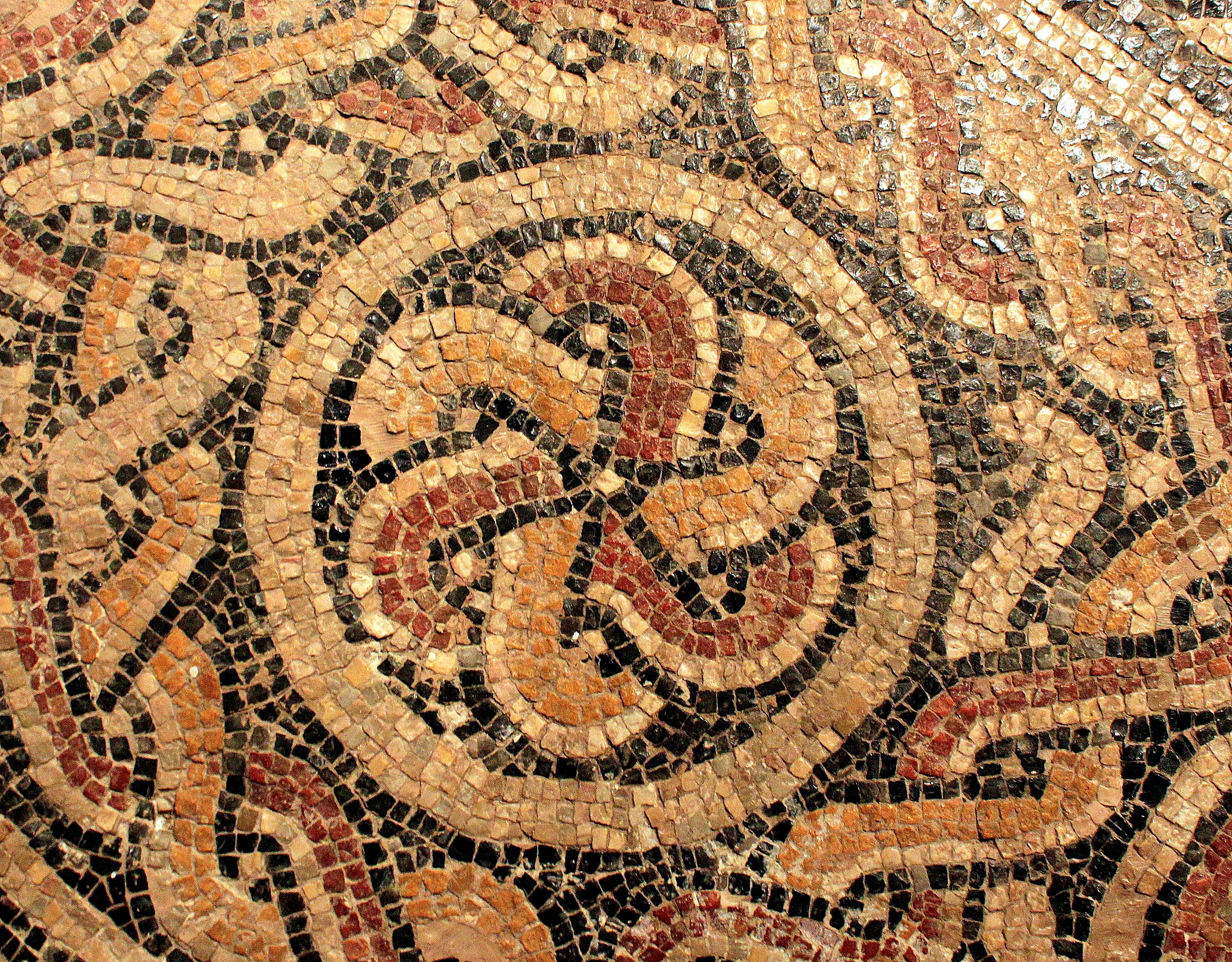
El mosaico: detalle con representación geométrica.

Descubierto en enero de 1964 por Antonio Bielsa Alegre, el Yacimiento del Camino de Albalate es el testimonio capital de la Calanda romana, implantada por Tito Didio tras la caída de la Calanda celtíbera (Kolenda). Lo más destacado del mismo fue el pavimento de la gran villa romana entonces allí asentada, del que se rescató su notable mosaico, de opus tesellatum, polícromo y con temática variada.

## La villa

### Primera estancia
Constituye la habitación de acceso la más discreta del conjunto. Su espacio es de forma rectangular; su decoración musivaria incide básicamente en dos temas perfectamente desplegados: banda de motivos vegetales con volutas, y banda de trenzado de dos cabos. Por una puerta se accede a la siguiente dependencia.

### Segunda estancia
Era la habitación principal de la villa, y artísticamente resulta la más notable; al margen de los motivos geométricos -líneas de rombos con círculos en sus vértices- y animales -pequeños delfines-, la decoración incluye, encuadrados en seis espacios -sitos en una orla dividida en dos paneles rectangulares yuxtapuestos-, la soberbia representación de seis animales, a saber: un caballo, un jabalí, una pantera, un león, un asno y un leopardo; cada uno de estos animales, de los que se ha intentado captar su movimiento, aparece realzado por un fondo paisajístico, lo que confiere al dibujo cierta continuidad espacial. Una escalera de dos peldaños, igualmente recubiertos de mosaico, conduce a la siguiente y última estancia.

### Tercera estancia
De forma semicircular, resulta materialmente la peor conservada, al carecer su pavimento de ciertos fragmentos musivarios; destinada posiblemente a la función de comedor -triclinium-, presenta una decoración constituida por tres bandas geométricas que encierran en su interior diversas formas (círculos, rectángulos, cuadrados, octógonos, etc.).

## El mosaico
Es este mosaico datado del siglo III al IV una de las piezas clave de la cultura romana en la provincia de Teruel. Consta de más de 1.200.000 teselas de un centímetro de lado; el historiador Manuel García Miralles lo describe así:

Conserva en perfecto estado su estructura y colorido. Está asentado en una base de canto rodado, sobre la que hay unas amplias baldosas de ladrillo cocido sin dibujo, de unos 40 cm², y encima de ese basamento el mosaico de piedras multicolores formando dibujos de extraordinara belleza, tales como copas, flores y diversas figuras geométricas. Se considera el hallazgo más importante de los habidos en la provincia de Teruel, ya que el de Urrea de Gaén -que figura también en el Museo Arqueológico Provincial, de 100 m²- ni tiene la belleza de este ni es tan grande.

Una descripción y valoración más detallada es la que ofrece José María Blázquez Martínez en su estudio monográfico del mosaico:

De izquierda a derecha y de arriba a abajo se representan: caballo al galope dirigiéndose a la izquierda, el paisaje montañoso está representado muy esquemáticamente al fondo y debajo del bruto, así como unos arbustos raquíticos en los lados interior y derecho; jabalí corriendo, rodeado en tres lados por arbustos sin hojas con montículo al fondo, con tres arbustos crecidos sobre él; y leona rugiendo, caminando a la izquierda, rodeada de arbolitos. En la fila inferior se encuentran: león parado rugiendo entre dos árboles (las garras están sombreadas, al igual que una pata trasera del caballo, las cuatro pezuñas del jabalí y una garra de la leona); mulo galopando a la derecha entre dos filas de tres arbustos cada una, con la cabeza vuelta hacia atrás; y leopardo caminando a su derecha con la cabeza baja y tres arbustos colocados en la parte superior que tienen grandes hojas acorazonadas. El suelo está sombreado en las cuatro garras. El cuerpo de los animales es voluminoso. Están bien proporcionados y son bien expresivos en los gestos del morro. Se fecha este mosaico en la segunda mitad del siglo IV.

Terminadas las excavaciones el 27 de mayo de 1964, el mosaico fue llevado al Museo Provincial de Teruel.

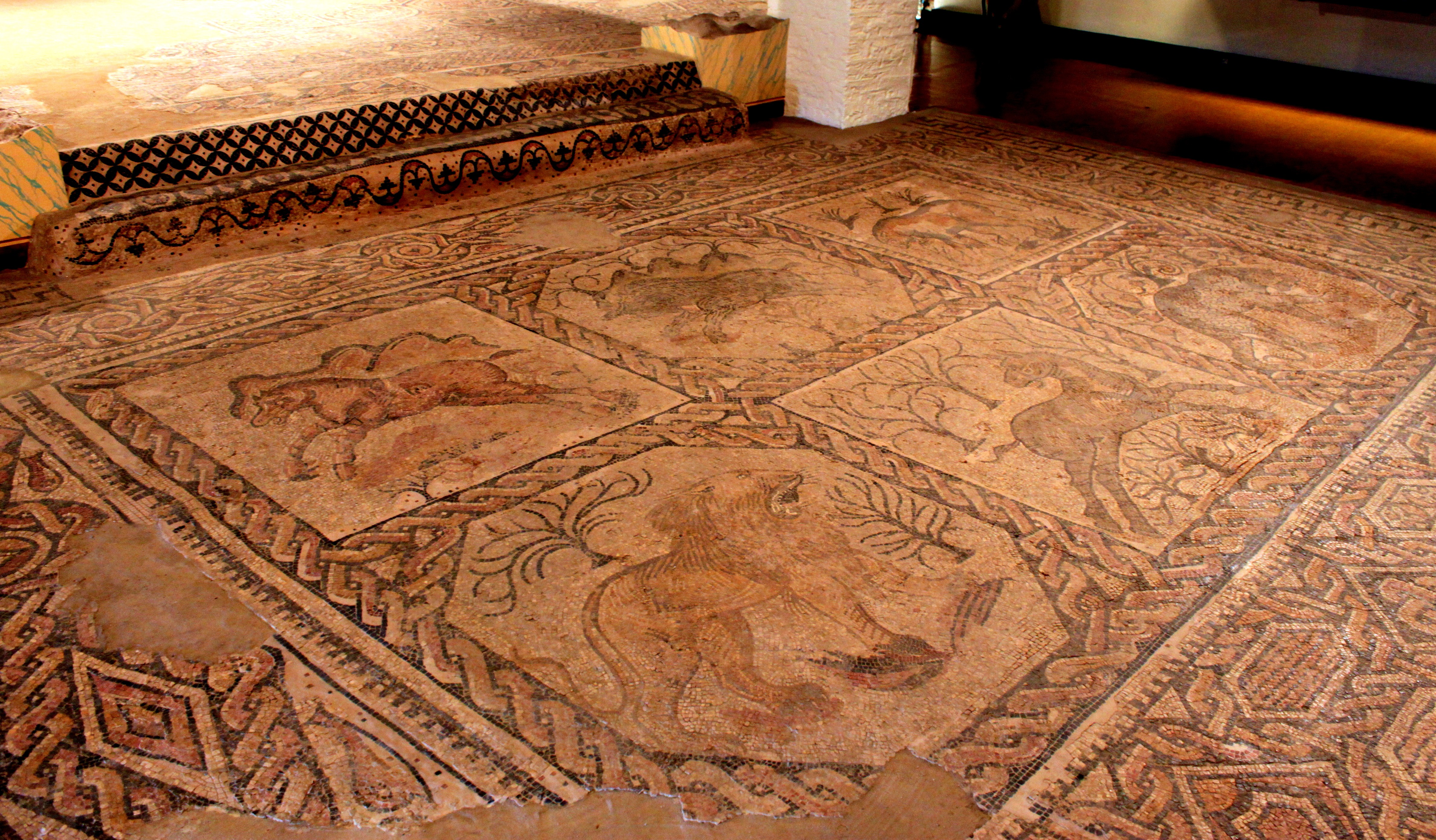
Vista parcial del mosaico romano de la villa del Camino de Albalate (Calanda): segunda estancia de la villa, con su fastuosa representación musivaria de seis animales.

### Restauración de 2017
En septiembre de 2017 y tres décadas después de una anterior intervención, el Museo de Teruel inició la restauración in situ del mosaico de Calanda, la obra más emblemática de la institución, con 35.000 euros de inversión y varios meses de duración, y con el propósito de frenar el «envejecimiento» de la obra y mejorar su conservación y la observación del público.

 La restauración fue concluida en enero de 2018.

## Otros elementos

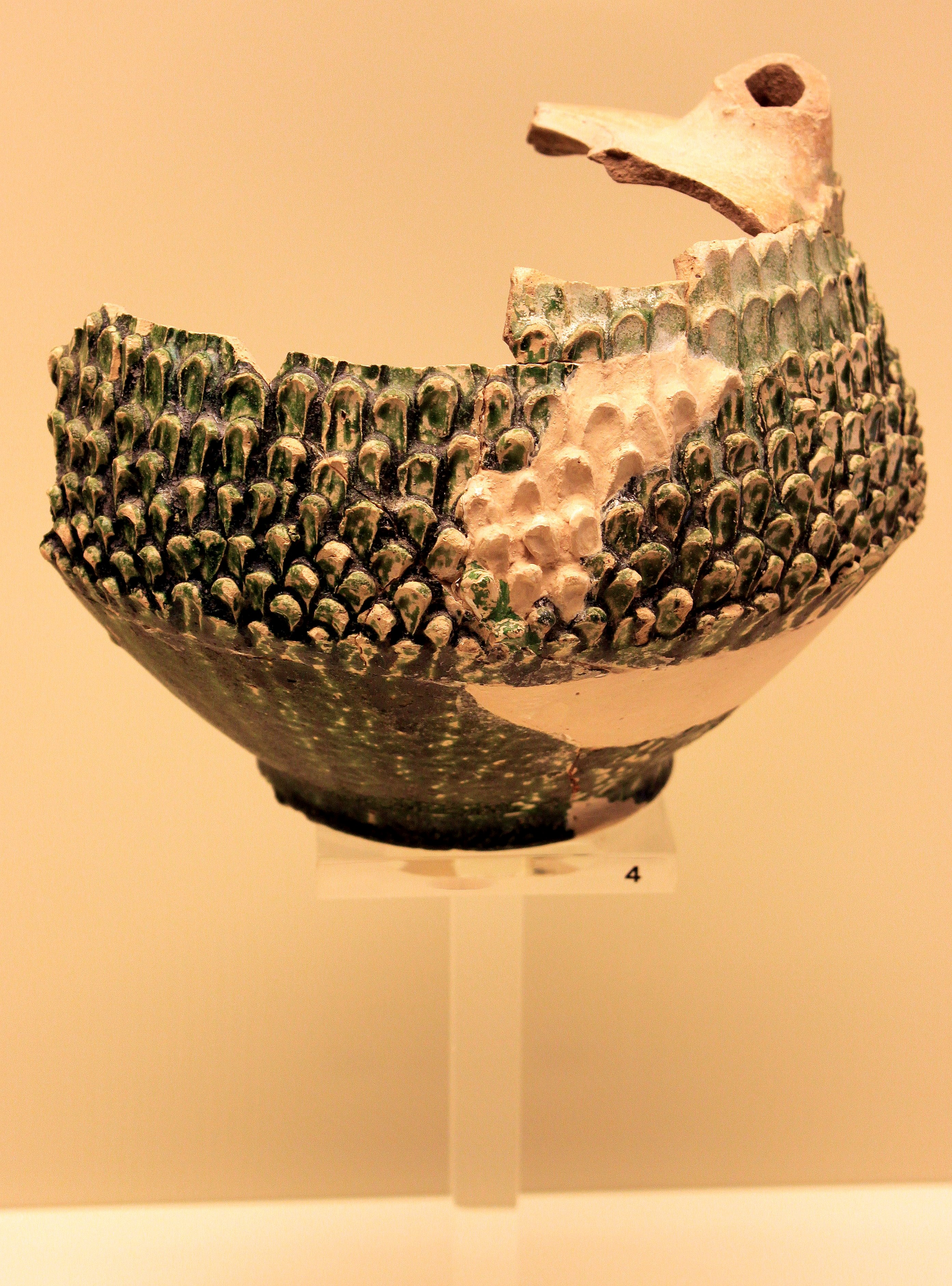
Vasija de cerámica vidriada, con escamas de barbotina (Camino de la Vega de Albalate, Calanda).

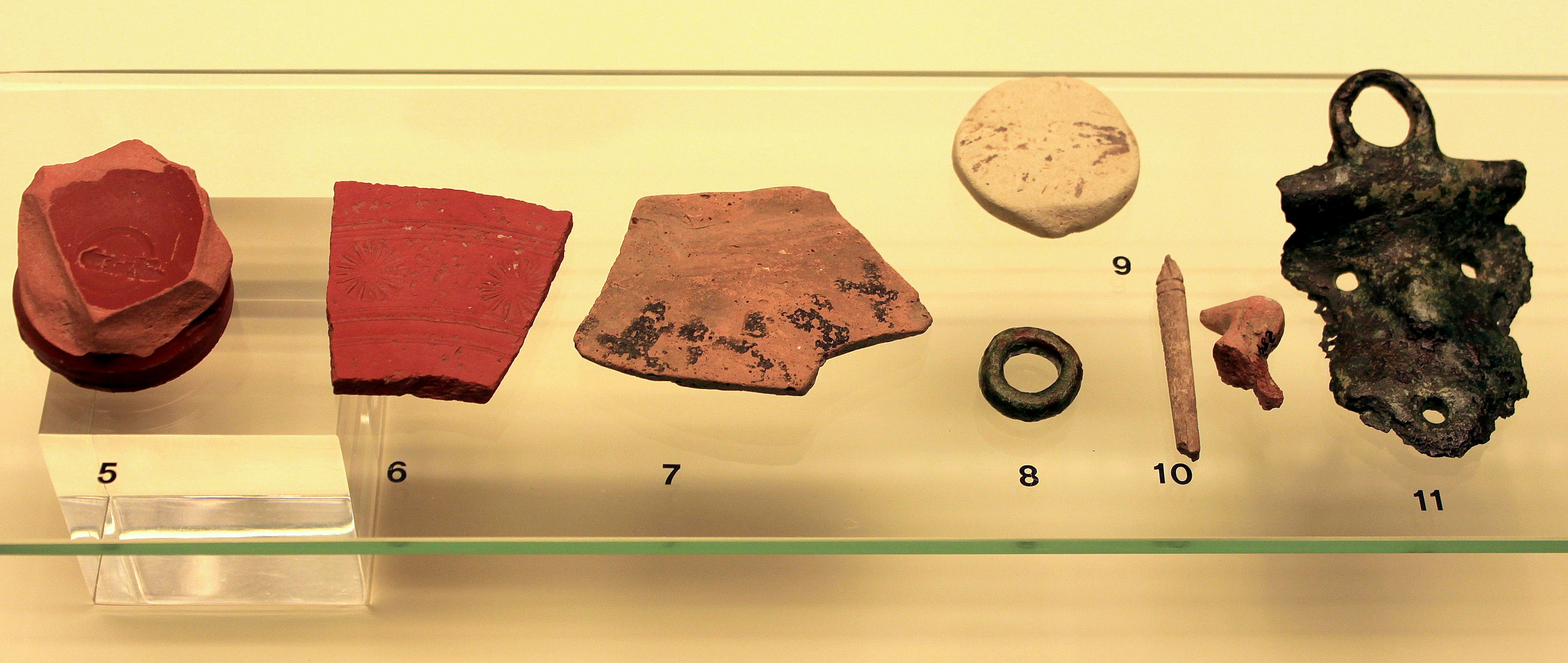
Elementos varios (Camino de la Vega de Albalate, Calanda).

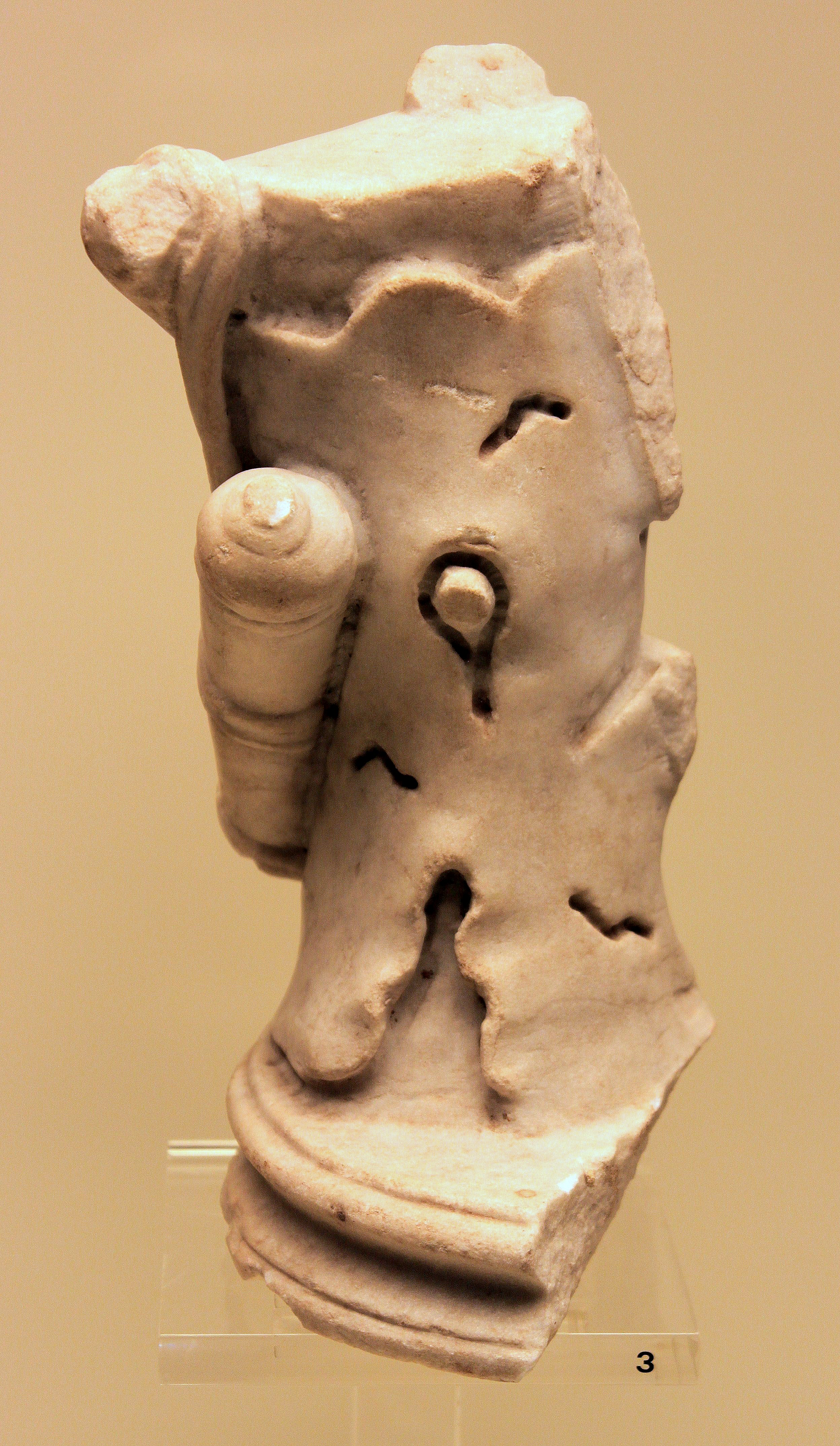
Figura de mármol (Camino de la Vega de Albalate, Calanda).

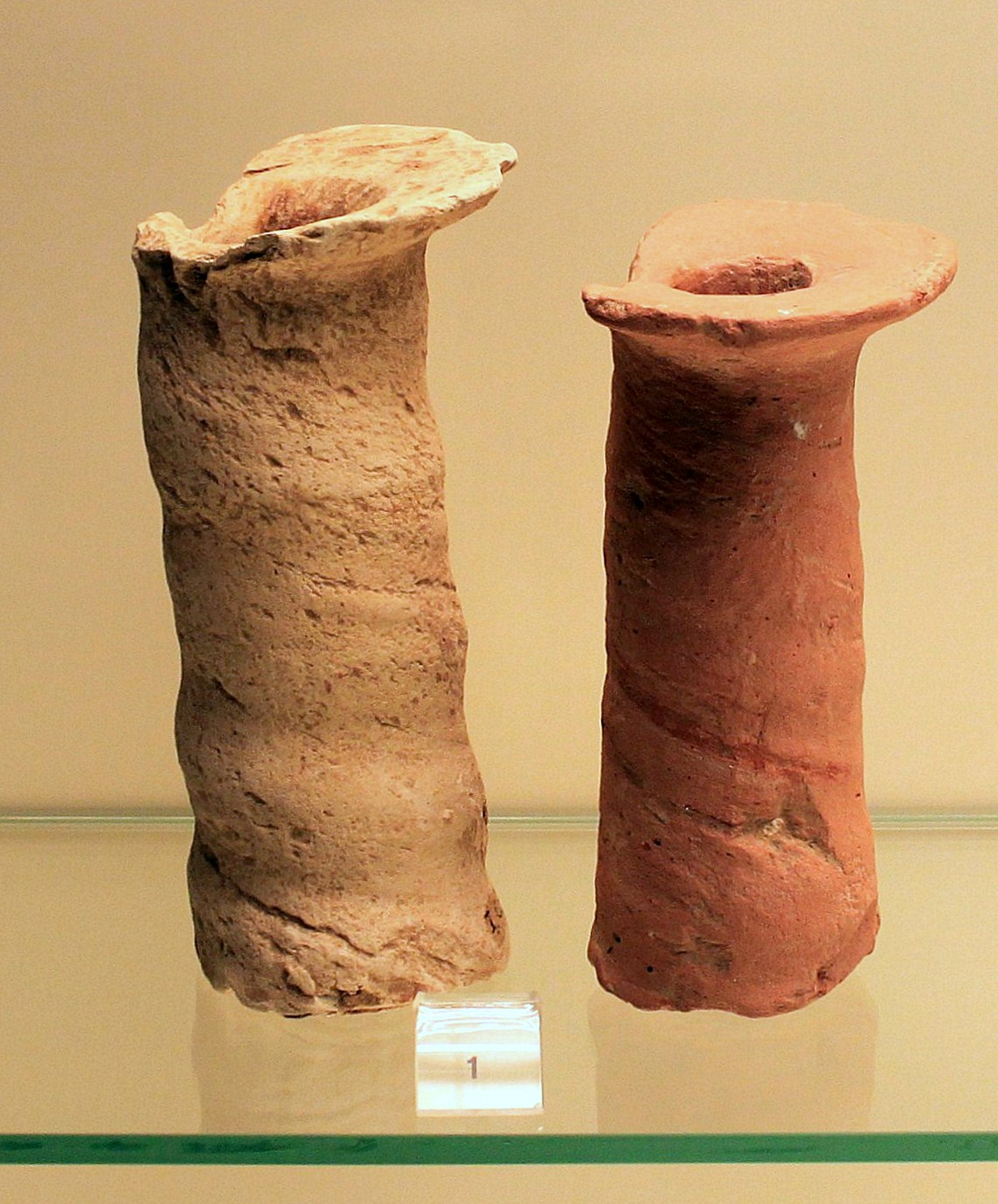
Clavijas de sujeción de las dobles paredes laterales por las que circulaba el aire caliente procedente del hipocausto (Camino de la Vega de Albalate, Calanda).

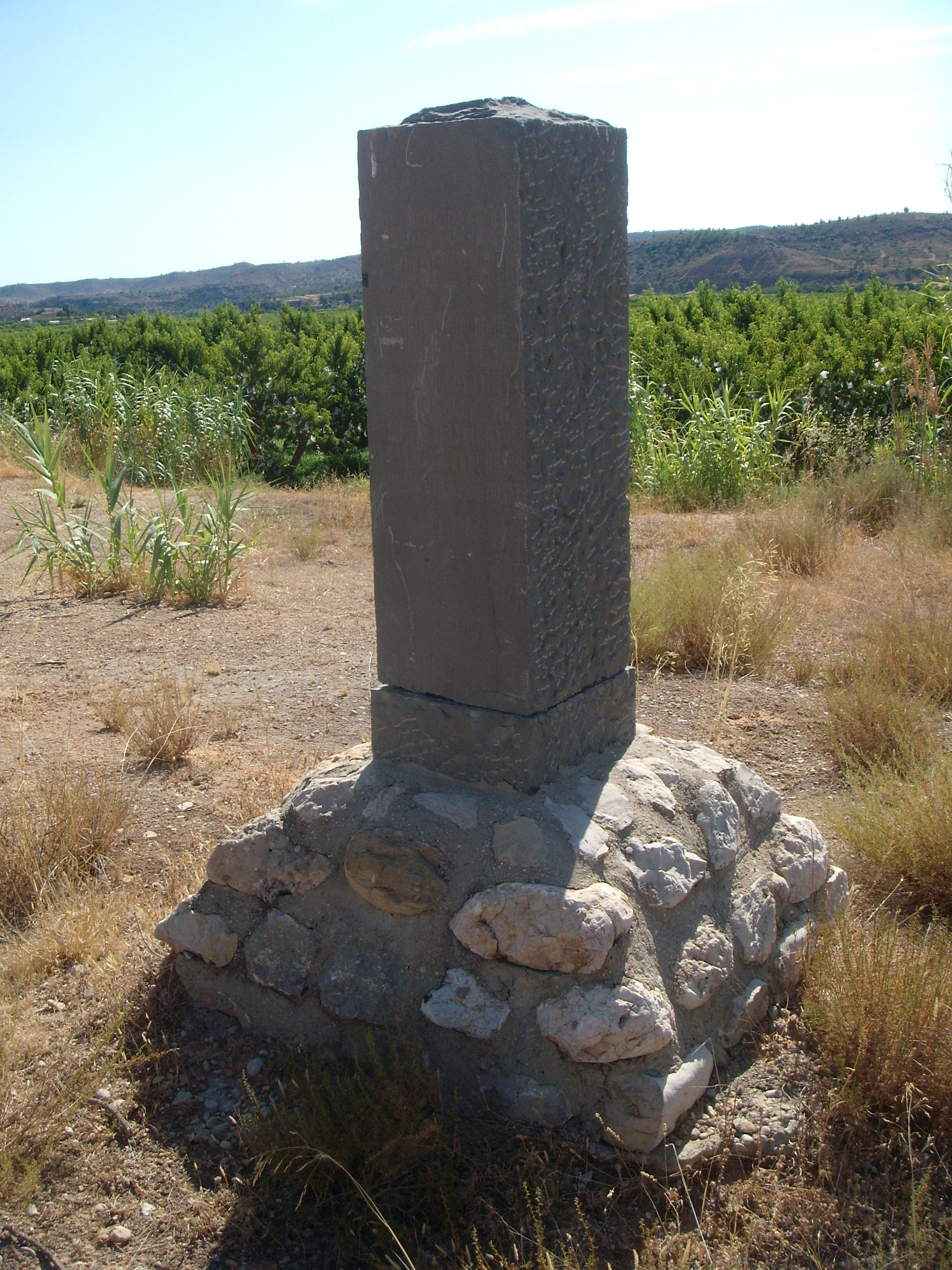
Hito conmemorativo de la partida de Albalate, próximo al lugar donde fue descubierto el mosaico romano hallado por Bielsa Alegre.

Además del mosaico, la lujosa villa romana ofrecía otros elementos de interés, propios del avanzado grado de complejidad que había alcanzado la vida de las clases altas lejos de los grandes núcleos urbanos. Así, bajo los cimientos del mosaico (de un sillar perfectamente acabado), apareció el sistema de calefacción de la villa, de una gran sofisticación para la época.
Junto al monumental mosaico, fueron apareciendo otros objetos de la época (ss. III-IV d. C.) de muy diverso signo, algunos de los cuales pueden verse hoy en las vitrinas del museo turolense; entre los objetos más notables, algunos de ellos conservados fragmentariamente, figuran:
- Una pequeña escultura de mármol tallado -de 22,5 cm de altura- destinada a uso ornamental;
- Dos clavijas de sujeción -realizadas en cerámica- de las dobles paredes laterales por las que circulaba el aire caliente procedente del hipocausto;
- Un cuenco de cerámica con decoración por impresión a base de círculos punteados;
- Una vasija de cerámica vidriada, con escamas de barbotina;
- Un soporte de bronce destinado al equipamiento doméstico -sujeción para asa-;
- Un alfiler de hueso tallado, milimétricamente trabajado dadas sus diminutas dimensiones (0,5 cm de ancho x 4,2 cm de largo);
- Ladrillos de cerámica utilizados para la pavimentación de la villa.

### Cierre del Yacimiento
En cualquier caso, y por problemas de infraestructura, el Yacimiento fue abandonado una vez se extrajo su tesoro máximo: el mosaico. Posteriormente, Antonio Bielsa, propietario de la finca y arqueólogo ocasional, realizaría varios sondeos del terreno, que con el tiempo devendría en una plantación de melocotoneros.
En octubre de 1965 el mosaico fue trasladado del Museo turolense a Calanda para su exhibición. La Diputación Provincial de Teruel colocó un hito conmemorativo en el lugar del hallazgo; en él puede leerse la siguiente inscripción:

DIPUTACIÓN PROVINCIAL DE TERUEL. SERVICIO ARQUEOLÓGICO. EN ESTE LUGAR EXISTIÓ EN LOS SIGLOS III-IV UNA VILLA ROMANA CUYOS MOSAICOS SE CONSERVAN EN EL MUSEO ARQUEOLÓGICO PROVINCIAL. AÑO 1964.